# 士壱
士 壱（し いつ、生没年不詳）は、中国後漢末期から三国時代にかけての豪族。父は士賜（日南太守）。兄は士燮。弟は士䵋・士武。子は士匡。甥は士徽ら。

## 生涯
漢王朝で郡の督郵（行政官の監視役）を務めていた。交州刺史であった丁宮が尚書に任命され、都の洛陽に召し出されることになったとき、壮大な送別会を開き、感激した丁宮から「私が三公になれたら、君を中央に招聘しよう」と約束された。丁宮が三公のひとつである司徒に昇進した時、士壱は都に呼び出された。士壱が洛陽に着いた時には丁宮が既に退官していたが、後任である黄琬に重く用いられ、士壱も黄琬のために働いた。董卓が朝廷の実権を掌握すると、黄琬と対立していた董卓は士壱を嫌い、布告出して昇進の機会を与えなかった。董卓が長安に遷都した後、士壱は辞職して帰郷した。
交州刺史の朱符が死去した後、嶺南社会の混乱収拾を図る兄の奏上によって、兄や彼の弟は交州各地の太守に任じられた。このとき士壱も合浦太守に任じられた。建安15年（210年）、士氏は交州に派兵して来た孫権の支配を受け入れている。
黄武5年（226年）に兄が没すると、交州は呉の孫権によって、南海郡・蒼梧郡・鬱林郡・合浦郡を含む広州と、交阯郡・九真郡・日南郡を含む交州に分割された。それぞれの地域に分断された士氏が親呉派と反呉派に分かれると、士壱は親呉派の立場をとった。交州刺史の呂岱によって甥らが処刑されると、土豪の桓氏が呂岱に反乱を起こした。しかし桓氏が敗れると、次第に反乱は終息に向かっていったという。士壱は子らと共に官位を剥奪されて庶民に落とされ、反乱の数年後に処刑された。
その後、すぐに広州は廃止され交州へ戻されている。